# أزمة الرهائن الكوريين الجنوبيين في أفغانستان 2007
في عام 2007 كانت أزمة الرهائن الكوريين الجنوبين في أفغانستان بدأت في 19 يوليو / تموز 2007، عندما قبضت طالبان على 23 مبشرًا عندما كانوا في مقاطعة غزني في أفغانستان، أثناء سفرهم من قندهار إلى كابول. اثنان من الرهائن الرجال أعدما قبل التوصل إلى أي اتفاق بين حركة طالبان والحكومة الكورية الجنوبية. كان الرهائن ست عشرة امرأة وسبعة رجال، كانت البعثة برعاية مشيخية سايمول الكورية. بدأت العملية عندما سمح السائق لاثنين من الرجال الأفغان بالركوب معه، فبدأ بإطلاق النار لإجبار الحافلة على التوقف. تحفظت طالبان على الرهائن في أقبيت البيوت والمزارع على مدى شهر كامل وقسمتهم مابين 3 إلى 4 مجموعات. قتل اثنين من الرجال هما باي هيونج-جيو، البالغ من العمر 42 عامًا الكورية الجنوبية وهو قس في كنيسة سايمول وشيم سونغ مين، البالغ من العمر 29 عامًا فقد أعدما يوم 25 و30 يوليو على التوالي، وعندما أحرزت المفاوضات بعض التقدم أطلقت طالبان امرأتين هما كيم كيونغ-جا وكيم جي-نا، وقد أطلقتا في 13 آب / أغسطس أما بقية الرهائن فقد أطلقوا في 29 و30 من أغسطس. الإفراج عن الرهائن كان بإعطاء ضمانٍ من كوريا الجنوبية بأن تسحب جنودها المئتين من أفغانستان بنهاية عام 2007م وإدعى أحد متحدثي طالبان أن الجماعة تلقت 20 مليون دولار علاوة على الوعد برغم أن الحكومة الكورية الجنوبية لم تعلن أنها دفعت شيئًا  لحركة طالبان.

## أسماء الرهائن
| الاسم بالعربية | الاسم بالهانغل | الاسم بالهانجا | الجنس | الميلاد | الحالة                                                     |
| -------------- | -------------- | -------------- | ----- | ------- | ---------------------------------------------------------- |
| باي هيونغ كيو  | 배형규         | 裵亨圭         | رجل   | 1965    | قتل في 25 يوليو، 2007                                      |
| شيم سونج مين   | 심성민         | 沈聖珉         | رجل   | 1978    | قتل في 30 يوليو 30، 2007                                   |
| كيم كيونغ جا   | 김경자         | 金慶子         | امرأة | 1970    | أطلق سراحها في 13 أغسطس، 2007                              |
| كيم جي نا      | 김지나         | 金智娜         | امرأة | 1975    | أطلق سراحها افي أغسطس 13 أغسطس 2007                        |
| ريو كيونغ شيك  | 류경식         | 柳慶植         | رجل   | 1952    | أطلق سراحه في أغسطس 29 أغسطس 2007                          |
| كو سي هوون     | 고세훈         | 高世勳         | رجل   | 1980    | أطلق سراحه في 29 أغسطس 2007                                |
| ليو جونج هوا   | 유정화         | 柳貞和         | امرأة | 1968    | أطلق سراحها في 29 أغسطس 2007                               |
| لي سون-يونغ    | 이선영         | 李善英         | امرأة | 1970    | أطلق سراحها في 29 أغسطس 2007                               |
| لي جي يونغ     | 이지영         | 李智英         | امرأة | 1970    | أطلق سراحها في 29 أغسطس 2007 (عرض إطلاق سراحها في13 أغسطس) |
| هان جي يونغ    | 한지영         | 韓智英         | امرأة | 1973    | أطلق سراحها في 29 أغسطس 2007                               |
| لي جونغ-ران    | 이정란         | 李貞蘭         | امرأة | 1974    | أطلق سراحها في 29 أغسطس 2007                               |
| ليم هيون جو    | 임현주         | 林賢珠         | امرأة | 1975    | أطلق سراحها في 29 أغسطس 2007                               |
| تشا هاي جين    | 차혜진         | 車惠珍         | امرأة | 1976    | أطلق سراحها في 29 أغسطس 2007                               |
| هان هاي جين    | 안혜진         | 安惠珍         | امرأة | 1976    | أطلق سراحها في 29 أغسطس 2007                               |
| سيو ميونج هوا  | 서명화         | 徐明和         | امرأة | 1978    | أطلق سراحها في 29 أغسطس 2007                               |
| لي جو يون      | 이주연         | 李週妍         | امرأة | 1980    | أطلق سراحها في 29 أغسطس 2007                               |
| جي تشانغ هي    | 제창희         | 諸昌熙         | رجل   | 1969    | أطلق سراحه في 30 أغسطس 2007                                |
| سونج بيونغ وو  | 송병우         | 宋炳宇         | رجل   | 1974    | أطلق سراحه في 30 أغسطس 2007                                |
| سيو كيونغ سوك  | 서경석         | 徐京石         | رجل   | 1980    | أطلق سراحه في 30 أغسطس 2007                                |
| كيم يون-يونغ   | 김윤영         | 金允英         | امرأة | 1972    | أطلق سراحها في 30 أغسطس 2007                               |
| بارك هاي يونغ  | 박혜영         | 朴惠英         | امرأة | 1972    | أطلق سراحها في 30 أغسطس 2007                               |
| لي سيونغ يون   | 이성은         | 李成恩         | امرأة | 1983    | أطلق سراحها في 30 أغسطس 2007                               |
| لي يونج جيونج  | 이영경         | 李英慶         | امرأة | 1985    | أطلق سراحها في 30 أغسطس 2007                               |